# Brontoscorpio
A Brontoscorpio a pókszabásúak (Arachnida) osztályának a skorpiók (Scorpiones) rendjéhez, ezen belül a kihalt Eoscorpiidae családjához tartozó nem.
Nemének eddig egyetlen felfedezett faja, a Brontoscorpio anglicus Kjellesvig-Waering, 1972.

## Tudnivalók
A Brontoscorpio a fosszilis skorpiók egyike. Az állat a szilur és a kora devon korokban élt. A maradványát az angliai Worcestershire megyében levő Trimpley nevű város közelében találták meg. Ebből a fajból, csak egy kövület került elő, és az is, csak egy tapogatólábból áll. Feltételezések szerint, az állat 90 centiméter lehetett és vízalatti életmódot folytathatott. Tápláléka férgekből, halakból és háromkaréjú ősrákokból állhatott.

## Fordítás
- Ez a szócikk részben vagy egészben  a   Brontoscorpio című angol Wikipédia-szócikk ezen változatának fordításán alapul.  Az eredeti cikk szerkesztőit annak laptörténete sorolja fel. Ez a jelzés csupán a megfogalmazás eredetét és a szerzői jogokat jelzi, nem szolgál a cikkben szereplő információk forrásmegjelöléseként.